# Битка при Сантандер
Битката при Сантандер е част от Северната офанзива по време на Гражданската война в Испания през лятото на 1937 г. Падането на Сантандер на 26 август гарантира националистическото завладяване на провинция Сантандер, сега Кантабрия. Битката разбива "Армията на Севера" на Републиката; 60 000 войници са пленени от националистите.

## Прелюдия
След падането на Билбао на 19 юни и края на неуспешната републиканска офанзива при Брунете на 25 юли, националистите решават да продължат офанзивата си на север и окупират провинция Кантабрия.

## Противоположни сили
Националистическата армия на Севера е от 90 000 души (от които 25 000 италианци), водени от генерал Давила. Италианските сили, водени от генерал Бастико, се състоят от дивизията „Литорио“ на Бергонзоли, дивизията „Черни пламъци“ на Фруши и дивизията „23 март“ на Франсиски. Националистите разполагат и с шест наварски бригади, водени от полковник Солчага, две кастилски бригади, водени от генерал Ферер, и една смесена испано-италианска дивизия, Черните стрели, водена от полковник Пиацони. Националистите разполагат и с 220 модерни самолета на този фронт (70 от легиона „Кондор“., 80 от италианската Легионерска авиация и 70 испански), включително много изтребители Месершмит Bf 109.
Срещу тях републиканците са с 14-ти армейски корпус на Прада и 15-ти армейски корпус на Хосе Гарсия Ваяс, под общото командване на генерал Мариано Улибари; общо около 80 000 души. Републиканците разполагат и с 44 самолета (предимно бавни и стари, с изключение на 18 изтребители съветско производство). Освен това моралът на републиканските войски е нисък и баските войници смятат, че могат да се предадат на италианците в замяна на живота си.

## Битката
Франкистите решават да отрежат Рейнос с два удара. На 14 август националистическите войски, след като бомбардират правителствени позиции с артилерия и авиация, започват атака срещу град Рейноса. Първата цел е оръжейна фабрика близо до града и железопътния възел Матапоркер. В първия ден от настъплението наварските бригади пробиват републиканската южна фронтова линия, в същото време италианският корпус пробива фронта в Сончило, напредвайки към прохода Ел Ескудо и Ария. На 16 август наварската бригада успява да сломи съпротивата на баската дивизия при Портило де Суано и да превземе фабриката за боеприпаси, непокътната поради отказа на работниците да я унищожат, и навлиза в Рейноса при падането на нощта. В Рейноса са 6 000 републикански войници.
На 17 август италианската дивизия "23 март" успява да превземе прохода Ел Ескудо, като по този начин обгражда и принуждава да се предадат 22 републикански батальона и се среща с останалата част от армията в град Сан Мигел де Агуайо. Унищожаването на тази групировка със значителен брой сили е сериозен морален удар за останалата част от републиканската армия. Оттук настъплението продължава в две посоки: от една страна, от юг на север, през четири долини, които отварят пътя от планините към Кантабрийско море, до град Торелавега, което прави възможно отрязването на републиканците. От друга страна италианските войски започват да напредват по крайбрежието на запад и достигат до реките Асон и Агуера.
На 18 август републиканският фронт започва да се разпада. Разбитите батальони започват да се предават на врага (често в пълен състав) или се оттеглят на север към морето без съпротива. Генерал Улибари нарежда обща евакуация в Астурия, която все още е лоялна към Републиката. На 24 декември националистите превземат Торелавега и в 18:00 часа те заемат прехода при Барред и сухопътната комуникация с Астурия е прекъсната. Бягството на политически и военни командири на Републиката е широко разпространено.
На 25 август президентът на Страната на баските Хосе Антонио Агире се евакуира със самолет от Сантандер в посока Биариц (Франция), а генерал Улибари с част от генералния си щаб, съветския военен съветник Владимир Горев и някои политици се качват на подводница до Хихон. Останалите военни влизат в контакт с командването на италианския корпус и се съгласяват да предадат Сантандер без бой в замяна на живота, свободата и правото на свободно пътуване в чужбина на бившите му защитници и жители. Генерал Бастико се съгласява и в 8:00 часа сутринта на 26 август 1937 г. войниците от 4-та наварска бригада и италианската дивизия „Литорио“ настъпват към столицата и влизат в нея около обяд, ентусиазирано приветствани от своите привърженици. В Сантандер националистите вземат 17 000 пленници.

## Последици
Падането на Сантандер, съчетано с превземането на силно укрепения Билбао, разкъсва непоправима празнина в северния фронт на Републиката. Унищожаването на армията на Севера бележи още един осакатяващ удар върху отслабналата сила на Републиката и обръща войната в полза на Франко. Факторите, които обясняват поражението на републиканците, включват:
- Огромното превъзходство на националистите в артилерията и въздушната мощ.
- Липса на единно командване сред астурийски, кантабрийски и баски републикански части.
- Прецизността, шокът и бързината на националистическия напредък, който има за цел унищожаването на вражеските сили, а не консолидирането на територия.
- Лошият морал на защитниците, за разлика от изключителното самочувствие и ентусиазъм на националистите.
- Бунтове от баските части в републиканския лагер (Споразумение от Сантоня).

Бедствието се оказва пълно, а загубите непоправими. От дванадесетте баски бригади накрая остават само осем опустошени батальона. Републиканската армия на Сантандер от дванадесет бригади е намалена до шест батальона. Астурийците ангажират 27 батальона и успяват да избягат само с четиринадесет. В нито един друг театър на гражданската война войските на Франко не постигат толкова убедителни резултати, колкото тези от кампанията в Сантандер: 60 000 републикански войници са пленени с техника. Войната на Север е почти спечелена.